# Ruricio Pompeyano
Ruricio Pompeyano (en latín: Ruricius Pompeianus), fue un prefecto del pretorio y comandante del Ejército romano, que vivió entre los siglos III y IV. Sirvió al Imperio romano en el reinado de los emperadores Galerio (r. 293-311), Constantino el Grande (r. 306-337), Majencio (r. 306-312) y Licinio (r. 308-324). Luchó en la guerra civil de Constantino I y Majencio, comandando el ejército de este último emperador. Falleció en el verano de 312, durante la batalla de Verona.

## Biografía

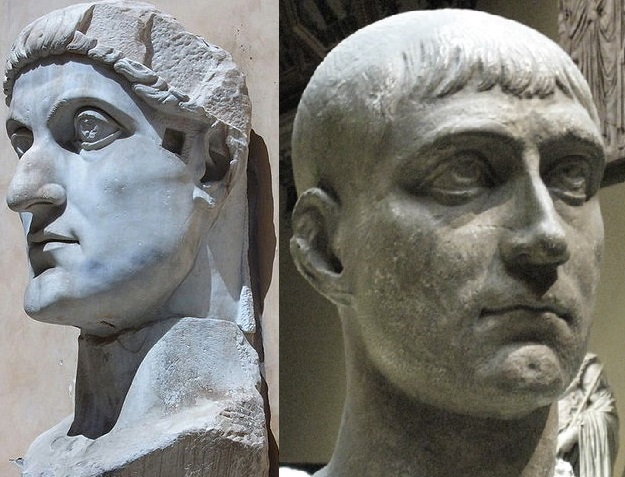
Cabeza del Coloso de Constantino, a la izquierda: A la derecha, busto de Majencio.

Ruricio Pompeyano es mencionado en los Panegíricos Latinos, en dos relatos de la campaña de Constantino contra Majencio: En el primero se le llama «Pompeianus», mientras que en otra mención se le conoce como «Ruricius». Como se trataría de la misma persona, el conflicto suele resolverse mediante la combinación de los nombres «Ruricius Pompeianus».
Durante la guerra civil de Constantino I y Majencio, trabada entre 311 y 312, Ruricio fue prefecto del pretorio y comandante de la caballería e infantería de Majencio en Italia.
En el verano de 312, Ruricio recibió noticias de la proximidad de Constantino, quien venía de Mediolanum (hoy Milán). Rápidamente envió un contingente de caballería pesada a las inmediaciones de Brixia (actual Brescia) con el fin de bloquear el paso al ejército invasor. Sin embargo, una arremetida de la caballería de Constantino desarticuló a las fuerzas contrarias, de esta manera el emperador obtuvo una rápida victoria en la batalla de Brescia. Las tropas restantes de Ruricio tuvieron que replegarse hacia Verona.
Constantino aprovechó la oportunidad para dirigirse hacia Verona, en donde Ruricio había agrupado a un numeroso ejército proveniente de Venetia. Las tropas  constantinianas comenzaron a sitiar la ciudad. Pompeyano consiguió escapar antes del sitio, huyendo al este para conseguir refuerzos. Pronto regresó con un considerable ejército, colocando al emperador en la difícil situación de luchar en dos frentes. Constantino dejó una parte de sus tropas para contener a la guarnición de la ciudad, mientras que el resto atacó a los refuerzos. Pompeyano murió durante el combate y sus huestes se desintegraron. Los defensores de Verona se desmoralizaron, capitulando inmediatamente.